# Chestiunea Orientală

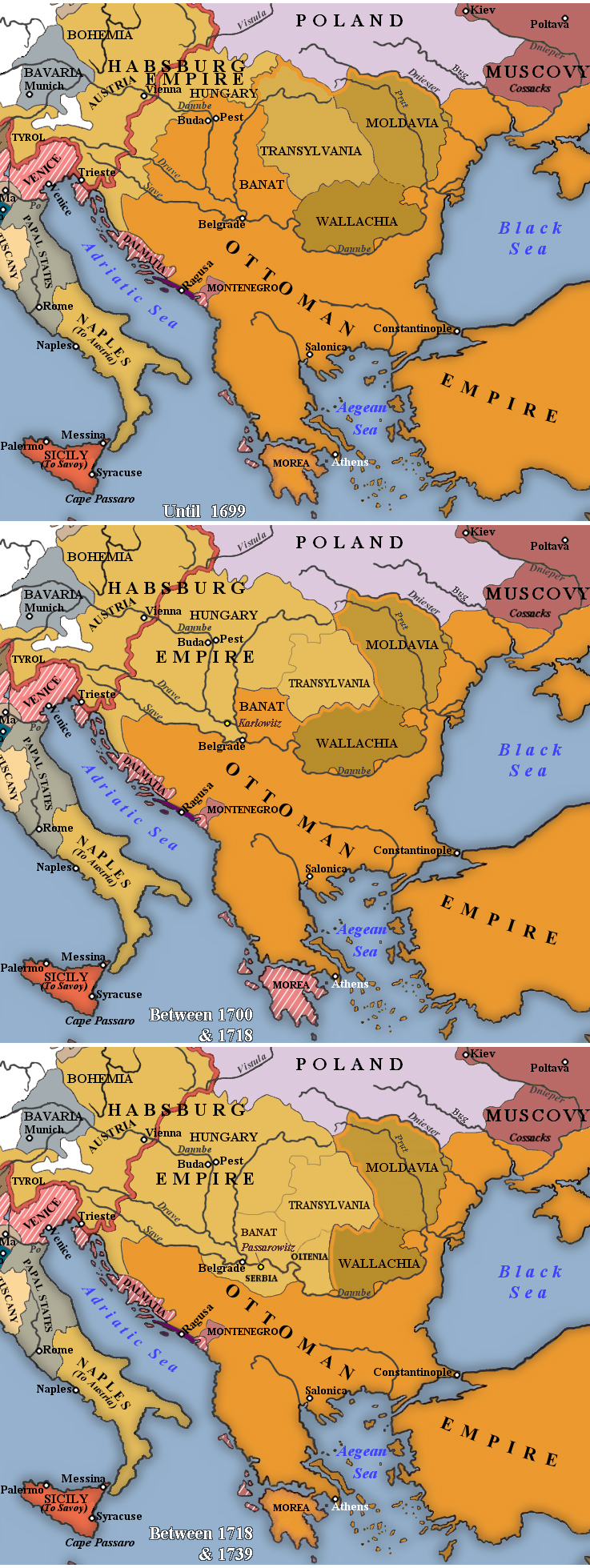
Le Sud-Est de l'Europe entre 1699 et 1739.

Chestiunea Orientală (în franceză Question d'Orient) a fost încercarea de rezolvare a problemelor diplomatice și politice generate de decăderea Imperiului Otoman. Expresia nu este aplicată unei probleme anume, ci include o varietate de chestiuni apărute între secolele al XVIII-lea și al XX-lea, în special cele care au generat instabilitate în regiunile europene aflate sub dominație otomană.
„Criza Orientală” are ca dată de declanșare anul 1774, când Imperiul Otoman a fost înfrânt la sfârșitul Războiul Ruso-Turc început în 1768. Disoluția Imperiului Otoman părea o certitudine, iar puterile europene au declanșat o luptă pentru putere pentru a-și proteja interesele militare, strategice și comerciale din regiune. Imperiul Rus era primul interesat în acapararea cât mai multor teritorii al căror control ar fi fost pierdut de turci. Pe de altă parte, Austro-Ungaria  și Regatul Unit erau interesate în păstrarea puterii otomanilor, pentru apărarea intereselor lor în regiune. „Chestiunea Orientală” a încetat să mai existe la sfârșitul primei conflagrații mondiale, care a avut printre altele ca efect dezmembrarea Imperiului Otoman.

## Contextul general

Teritoriile controlate de otomani la apogeul puterii în 1683

Chestiunea Orientală a apărut odată ce puterea Imperiului Otoman a intrat în declin după 1683, când forțele sale au fost înfrânte în bătălia de la Viena de către forțele aliate austriece și polono-lituaniene conduse de Ioan Sobieski. Prin tratatul de la Karlowitz semnat în 1699, Imperiul Otoman a fost obligat să cedeze o serie de posesiuni europene, printre care și Ungaria. Expansiunea otomană spre vestul Europei a încetat, iar turcii au încetat să mai fie o amenințare pentru Austria, care a devenit în schimb puterea dominantă în sud-estul Europei.
Chestiunea Orientală a devenit cu adevărat evidentă doar în timpul războaielor ruso-turce din secolul al XVIII-lea. Primul dintre aceste războaie din 1768 – 1774 s-a încheiat cu semnarea tratatului de la Kuciuk-Kainargi. Acest tratat a permis țarului  să devină „protector” al creștinilor ortodocși aflați sub suzeranitatea sultanului și a asigurat Imperiului Rus statutul de putere navală la Marea Neagră. Un nou conflict ruso-turc a izbucnit în 1787. Împărăteasa Ecaterina a II-a a Rusiei semnat o alianță cu împăratul Iosif al II-lea de Habsburg-Lorena. Cei doi au căzut de acord asupra împărțirii Imperiului Otoman, alarmând prin această alianță o serie de puteri europene – Regatul Unit, Franța și Prusia. Austria a fost forțată să se retragă din război în 1791. Tratatul de la Iași din 1792 a dus la creșterea dominației ruse în zona Mării Negre.
În aceeași perioadă, în rândul populațiilor supuse din cadrul Imperiului Otoman au început să apară mișcări locale doritoare de autonomie, iar ulterior, de independență. Printre primele locuri unde această instabilitate a început să se manifeste au fost Principatele Dunărene, care reprezentau grânarul Imperiului Otoman, dar care în același timp reprezentau un interes economic și pentru alte regiuni din Europa Centrală și de Est. Suprataxarea și exploatarea țăranilor prin intermediul clacăi și falsele reforme economice internaționale forțate otomanilor de ruși au dus la creerea unui sentiment local anti-otoman, pro-autonomist. Această instabilitatea timpurie a dus la creerea unei "probleme românești" în cadrul Chestiunii Orientale.
Poziția marilor puteri europene față de Imperiul Otoman a devenit clară la începutul secolului al XIX-lea. Rusia era cea mai interesată în Chestiunea Orientală. Imperiul Rus dorea să dețină controlul în Marea Neagră și să obțină accesul la Marea Mediterană (în principal prin ocuparea Constantinopolului și a strâmtorilor Bosfor și Dardanele). Rusia dorea cu ardoare să își asigure drepturi de navigație liberă în regiune pentru vasele comerciale și militare, negând însă aceste drepturi altor puteri europene. Rusia se arăta interesată și de apărarea intereselor creștinilor ortodocși din Imperiul Otoman, dat fiind faptul că era cea mai mare putere ortodoxă. Faptul că cea mai importantă patriarhie ortodoxă, cea a Constantinopolului era sub stăpânirea otomană, oferea rușilor un motiv în plus pentru acțiunile lor militare și politice împotriva otomanilor.
Austria era puterea care se opunea cel mai puternic intereselor rușilor în Imperiul Otoman. În ciuda faptului că habsburgii fuseseră cei mai mari inamici ai otomanilor în trecut, Austria considera că amenințarea turcilor la Dunăre era mai puțin importantă decât  cea a rușilor. Austria se temea de asemenea că dezintegrarea Imperiului Otoman ar fi dus la crearea mai multor state naționale, ceea ce ar fi dus la creșterea naționalismului în rândul etniilor din imperiu. Din toate aceste motive, Austria și-a făcut un țel principal din menținerea unității Imperiului Otoman.
Pe de altă parte, Regatul Unit considera că limitarea puterii Imperiului Rus este vitală pentru asigurarea securității posesiunilor coloniale din India. De asemenea, britanicii considerau că în cazul în care Rusia ar deține controlul asupra strâmtorilor Bosfor și Dardanele, aceasta ar putea afecta dominația Londrei în estul Mediteranei și ar pune în pericol importanta rută navală prin Canalul Suez. Regatul Unit considera de asemenea că echilibrul puterilor ar fi fost grav afectat în cazul prăbușirii Imperiului Otoman.

## Epoca napoleoniană

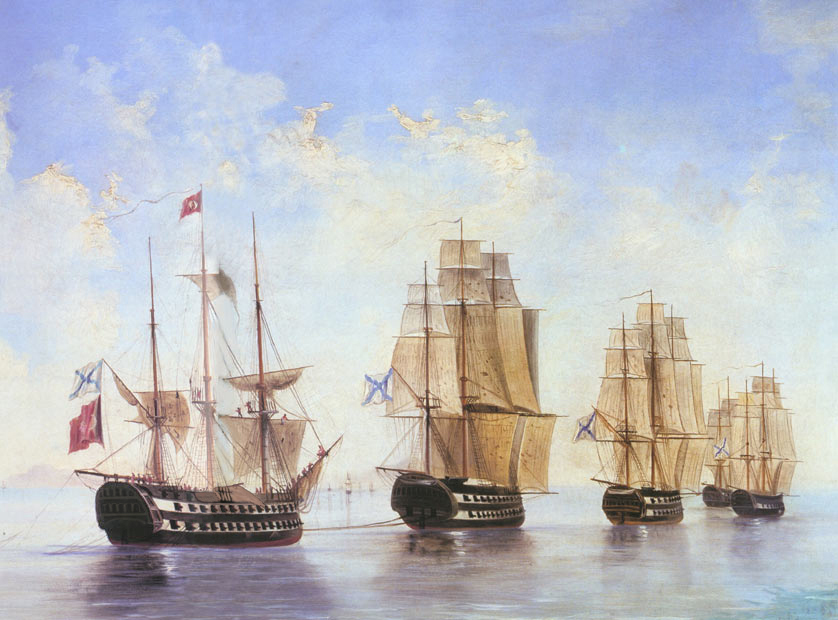
„Flota rusă după bătălia de la Athos”, tablou de Alexei Bogoliubov

Atenția puterilor europene a fost îndreptată spre contracararea acțiunilor lui Napoleon Bonaparte la începutul secolului al XIX-lea. Napoleon a semnat în 1807 Tratatul de la Tilsit cu Rusia, prin care urmărea să-și asigure dominația în vestul Europei. Această alianță urma să-i asigure lui Napoleon sprijinul Rusiei în războiul cu Regatul Unit. În schimb, Rusia avea permisiunea să ocupe Moldova și Muntenia. În cazul în care sultanul s-ar fi opus ocupării acestor teritorii, Franța și Rusia urmau să îi atace pe otomani, iar posesiunile turcilor din Europa urmau să fie împărțite între cei doi aliați. Acest aranjament era o amenințare nu doar la adresa Imperiului Otoman, ci și la adresa Regatului Unit, Austriei și Prusiei, care erau aproape lipsite de capacitatea de reacție împotriva unei alianțe atât de puternice. Austriecii erau poate cei mai afectați de un posibil atac franco-rus împotriva turcilor, care ar fi dus la distrugerea Imperiului Otoman și de aceea au încercat să prevină o asemenea amenințare cu ajutorul manevrelor diplomatice. În cazul eșecului măsurilor diplomatice, Klemens Wenzel von Metternich a hotărât să sprijine împărțirea Imperiului Otoman, o soluție care dezavantaja Austria, dar era mai puțin defavorabilă decât cucerirea sud-estului european de către Imperiul Rus.
Plănuitul atac împotriva Imperiului Otoman nu a mai avut loc, alianța semnată la Tilsit a fost anulată practic de invadarea Rusiei de către Napoleon în 1812. După înfrângerea lui Napoleon de alianța marilor puteri în 1815, reprezentanții învingătorilor au negociat un nou aranjament european la Congresul de la Viena. În timpul acestor negocieri nu s-a reușit să se ia niciun fel de decizie în legătură cu soarta Imperiului Otoman. Neabordarea acestei probleme, ca și neinvitarea otomanilor să participe la Sfânta Alianță a fost interpretat de observatori ca o indicație a faptului că puterile europene considerau Chestiunea Orientală drept un subiect de politică internă a Rusiei, care nu putea să intereseze pe niciunul dintre aliați.

## Revoluția Sârbă
Revoluția Sârbă este un termen folosit pentru prima oară de istoricul german Leopold von Ranke în cartea Die Serbische Revolution (1829)  prin care se referă la revoluția națională și socială din 1804 – 1815, în timpul căreia sârbii au reușit să se emancipeze de sub dominația otomană și să fondeze un stat național suveran. După 1815 a urmat o perioadă de negocieri intense între sârbi și otomani, care a culminat cu fondarea Principatului Serbiei. Dacă prima fază a revoluției (1804-1815) a fost în fapt un război de independență, cea de-a doua fază (1815-1833) a dus la recunoașterea oficială a suveranității Principatului Serbiei de către Înalta Poartă. În perioada de timp menționată mai sus, istoricii au identificat mai multe faze: Prima Revoltă Sârbă (1804-1813) condusă de Karađorđe Petrović, Revolta lui Hadži Prodanova (1814), a doua Revoltă Sârbă (1815) condusă de Miloš Obrenović și recunoașterea oficială a statului sârb de către Înalta Poartă (1815–1833). 
Proclamația din 1809 a lui Karađorđe Petrović făcută publică la Belgrad reprezintă cel mai important moment al revoluției. Acest document chema sârbii la unitate, sublinia importanța principiilor libertății religioase, respectarea istoriei Serbiei și a statului de drept, principii pe care Imperiul Otoman nu putuse, sau nu dorise să le respecte, datorită caracterului musulman nonsecular. Proclamația mai cerea sârbilor să înceteze să mai plătească taxe otomanilor, deoarece acestea erau în principal funcție de afilierea religioasă a contribuabililor.
Rezultatul final al răscoalelor sârbilor a fost câștigarea suveranității. A fost fondat Principatul Serbiei, cu propriul parlament, guvern, cu propria constituție și casă regală. Din punct de vedere social, revoluția a introdus valorile societății burgheze . Din acest motiv unii istorici consideră Revoluția Sârbă drept cea mai estică revoltă burgheză, care a culminat cu abolirea feudalismului în 1806 – la doar 15 ani de la Revoluția Franceză . Printre realizările importante ale acestei revoluții s-au numărat prima constituție și fondarea Universității din Belgrad (1808). Serbia a fost recunoscută în 1833 ca stat tributar Porții, condus de o monarhie ereditară. Independența Serbiei a fost recunoscută internațional de jure în a doua jumătate a secolului al XIX-lea.

## Independența Greciei

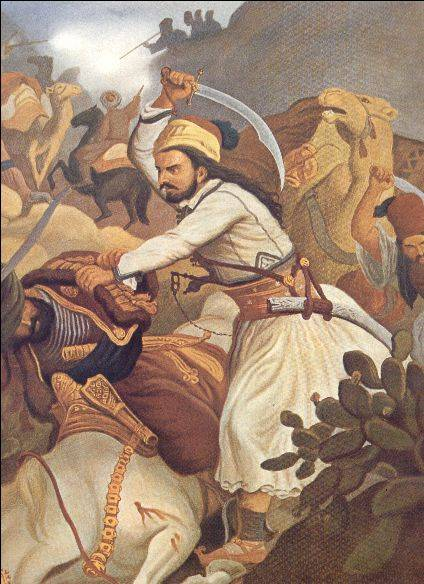
Bătălia de la Vassilika din 1821, unul dintre cele mai importante momente ale Războiului de Independență

Chestiunea Orientală a revenit în prim-planul politicii europene în momentul în care Grecia și-a proclamat independența în 1821. Cu acest prilej a fost folosită pentru prima oară expresia „Chestiunea Orientală”. Încă de la înfrângerea lui Napoleon în 1815, au existat zvonuri cu privire la planurile rușilor cu privire la invadarea Imperiului Otoman, iar rebeliunea grecilor părea prilejul potrivit pentru o asemenea acțiune. Miniștrii de externe britanic, Robert Stewart, și austriac, Metternich,  l-au sfătuit pe împăratul rus Alexandru I să nu intre în război. Ei au pledat pentru păstrarea conceptului „concertului european” (colaborarea extinsă în Europa existentă din timpul războaielor împotriva lui Napoleon). Alexandru I era la rândul lui un susținător al cooperării pașnice în Europa, el fiind cel care inițiase Sfânta Alianță, care avea ca deziderat tocmai păstrarea păcii pe continent. De aceea, împăratul Rusiei a amânat să ia o decizie și până la urmă nu i-a mai ajutat pe greci.
Alexandru I a murit în 1825, fiind urmat pe tronul Rusiei de Nicolae I. El a adoptat o poziție mai activă în politica externă și a decis că nu va mai tolera noi negocieri și conferințe, alegând în schimb să intervină în Grecia. Regatul Unit s-a văzut nevoit să se implice la scurtă vreme în conflict, fiind interesat să-și apere interesele într-un nou stat elen, pe care nu îl dorea în sfera de influență a Imperiului Rus. Spiritul romantismului care domina viața culturală în Europa Occidentală a asigurat de asemenea un sprijin important pentru ideea unei Grecii independente. Franța s-a declarat de partea elenilor, dar Austria, încă îngrijorată de expansiunea politică și teritorială a Rusiei, s-a plasat de partea otomanilor.
Sultanul Mahmud al II-lea s-a declarat scandalizat de-a dreptul scandalizat de intervenția Marilor Puteri și a proclamat Rusia ca inamic al islamului. Ca urmare, sultanul a închis Dardanelele pentru ruși și a denunțat Convenția de la Akkerman. Imperiul Rus a răspuns în 1828 declarând război otomanilor. Austria a încercat în zadar să formeze o alianță anti-rusă, dar toate tentativele sale au fost sortite eșecului. 
În timpul acestui nou război, rușii au câștigat relativ rapid un important avantaj asupra otomanilor. Cu toate acestea, rușii au devenit rapid conștienți că nu pot continua războiul prin care urmăreau distrugerea Imperiului Otoman, deoarece Austria amenința să se implice în lupte de partea turcilor, iar Regatul Unit începea să aibă o atitudine tot mai ostilă continuării conflictului. În acest moment, regele Franței, Carol al X-lea, a propus o împărțire a Imperiului Otoman între Austria, Rusia și alte părți interesate, dar această schemă a fost prezentată prea târziu pentru a mai produce vreun rezultat. 
Din toate aceste motive, Rusia nu a reușit nici să obțină Imperiul Otoman, nici să-și înfrângă în mod hotărâtor inamicul. În schimb, rușii au ales calea transformării treptate a Imperiului Otoman într-o semicolonie. În 1829, rușii au semnat cu turcii Tratatul de la Adrianopol. Prin acest tratat, Imperiul Rus primea o serie de avantaje: noi teritorii cu ieșire la Marea Neagră, dreptul de liber tranzit al vaselor comerciale ruse prin Dardanele și noi privilegii comerciale în Imperiul Otoman. Războiul de Independență al Greciei s-a încheiat la scurtă vreme după aceasta, elenilor fiindu-le recunoscută independența prin semnarea tratatului de la Constantinopol din 1832.

## Muhammad Ali
Chiar în perioada în care Războiul pentru Independența Greciei se apropia de sfârșit, a izbucnit un conflict între sultan și vasalul său, viceregele Egiptului, Muhammad Ali. Egiptenii își dezvoltaseră o armată modernă, care părea capabilă să pună în dificultate forțele armate otomane. Împăratul Rusiei, urmând politica subordonare a sultanului, i-a propus acestuia din urmă să semneze o alianță. Cei doi monarhi au negociat în 1833 Tratatul de la Hünkâr İskelesi, prin care Rusia a reușit subordonarea otomanilor intereselor țariste. Imperiul Rus și-a asumat răspunderea protejării Imperiului Otoman împotriva atacurilor externe. În schimb, sultanul a fost de acord să închidă strâmtorile Bosfor și Dardanele pentru navele militare ori de câte ori Rusia era în stare de război. Această prevedere a tratatului a dat naștere unei noi probleme internaționale cunoscute drept „Chestiunea Strâmtorilor”. Tratatul prevedea interzicerea accesului tuturor vaselor militare, dar cei mai mulți lideri europeni au înțeles greșit că înțelegerea ar fi permis libera mișcare a marinei ruse. Cei mai vehemenți s-au dovedit a fi Regatul Unit și Franța, care se temeau de continua creștere a influenței ruse în regiune. Cele două puteri europene aveau însă puncte de vedere diferite cu privire la rezolvarea situației. Britanicii îl susțineau pe sultan, dar francezii erau de părere că Muhammad Ali ar fi fost mai competent în poziția de conducător al întregului Imperiu Otoman. Intervenția rușilor i-a permis sultanului să negocieze pacea în 1833, dar Muhammad Ali a redeschis conflictul în 1839. În același an avea să moară sultanul Mahmud al II-lea, lăsându-l pe tron pe fiul său, Abdul-Medjid.
Starea imperiului era critică în momentul în care pe tron s-a urcat noul sultan. Armata otomană fusese înfrântă categoric de cea egipteană. Întreaga flotă otomană a fost luată în stăpânire de forțele lui Muhammad Ali. Regatul Unit și Rusia au intervenit în acest moment pentru împiedicare colapsului Imperiului Otoman, dar Franța a continuat să îl sprijine pe Muhammad Ali. Marile puteri au ajuns în 1840 la un compromis: Muhammad Ali a depus jurământul de supunere, iar sultanul i-a recunoscut acestuia controlul ereditar asupra Egiptului.
Singura problemă nerezolvată a acestei perioade a fost Chestiunea Strâmtorilor. În 1841, Rusia a fost de acord cu abrogarea tratatului de la Hünkâr İskelesi și a acceptat prevederile Convenția de la Londra cu privire la Strâmtori. Marile Puteri – Imperiul Rus, Regatul Unit, Franța, Austria și Prusia – au căzut de acord cu privire la reinstaurarea vechii legi otomane, care prevedea închiderea Strâmtorilor pentru toate navele de luptă în caz dă război, cu excepția celor ale sultanului și aliaților lui. După semnarea Convenției Strâmtorilor, împăratul Nicolae I a renunța la ideea subordonării sultanului și a reluat lupta pentru împărțirea teritoriilor otomane din Europa. 
După încheierea rebeliunii egiptene începute în 1831, slăbitul Imperiu Otoman nu a mai fost dependent în totalitate de Rusia. Imperiul Otoman nu era un stat pe de-a întregul independent, fiind nevoit să se bazeze pe intervențiile marilor puteri pentru supraviețuire. Otomanii au încercat să revitalizeze imperiul prin reforme interne, dar declinul nu a putut fi oprit. De pe la jumătatea secolului al XIX-lea, Imperiul Otoman a devenit „Bolnavul Europei”, iar disoluția sa a început să pară inevitabilă.

## Revoluțiile de la 1848
După ce marile puteri au găsit un compromis pentru încetarea revoltei lui Muhammad Ali, Chestiunea Orientală a trecut pe planul al doilea al politicii timp de un deceniu, până la izbucnirea Revoluțiilor de la 1848. Rusia ar fi putut profita de faptul că Austria și Franța erau bulversate de valul revoluționar european și să atace Imperiul Otoman, dar a ales să nu îi atace pe turci. În schimb, țarul Nicole a hotărât să-și trimită trupele să înăbușe revoluția din Austria, presupunând că  bunăvoința dovedită față de Casa de Habsburg o va face pe aceasta să fie recunoscătoare și să nu se mai opună ocupării de către Rusia a posesiunilor europene ale otomanilor.
După înăbușirea revoluției din Austria, un atac austro-rus împotriva Imperiului Otoman părea iminent. Împărații austriac și rus au cerut sultanului să extrădeze rebelii austrieci care obținuseră azil în Imperiul Otoman, dar au fost refuzați. Austria și Rusia și-a retras ambasadorii în semn de protest și au amenințat cu declanșarea războiului. Aproape imediat, Regatul Unit și Franța și-au trimis vasele de război în sprijinul otomanilor. Împărații austriac și rus și-au dat seama că miza refugiaților politici era prea mică în comparație cu primejdia unui război între marile puteri și și-au retras cererile de extrădare a revoluționarilor.

## Războiul din Crimeea
În deceniul al șaselea al secolului al XIX-lea a izbucnit un nou conflict, care a fost generat formal de o dispută religioasă minoră. În conformitate cu tratatele negociate în secolul al XVIII-lea, Franța era protectoarea catolicilor din Imperiul Otoman, iar Rusia era protectoarea ortodocșilor. Între cele două comunități religioase a apărut un conflict cu privire la dreptul de proprietate asupra bisericilor Nașterii Domnului și a Sfântului Mormânt din Palestina. La începutul deceniului al șaselea, cele două tabere aveau pretenții pe care sultanul nu le putea rezolva simultan. În 1853, sultanul a dat câștig de cauză francezilor, în ciuda protestelor vehemente ale călugărilor locali ortodocși.
Împăratul Nicolae I a trimis un prințul Menșikov cu o misiune diplomatică specială la Poarta Otomană. În conformitate cu tratatele semnate de Imperiul Otoman și cel Rus, sultanul se obliga să „protejeze religia creștină și bisericile ei”, dar Menșikov a încercat să negocieze o nouă înțelegere, care ar fi permis Rusiei să intervină ori de câte ori ar fi găsit protecția sultanului ca fiind necorespunzătoare.
În același timp, guvernul britanic și-a trimis la Constantinopol ambasadorul lord Stratford Canning, care a aflat despre noile cereri ale  rușilor în momentul în care a ajuns în capitala otomană. Lordul Stratford a reușit să-l convingă pe sultan să respingă tratatul propus de Menșikov, care aducea atingere suveranității otomane. Imediat după ce a aflat de eșecul misiunii diplomatice a trimisului său, împăratul Nicolae I și-a trimis trupele în Moldova și Muntenia, (principate vasale otomanilor, în care Rusia le considera gardianul bisericii ortodoxe), folosind ca pretext incapacitatea sultanului să apere locurile sfinte. Nicolae I a considerat că puterile europene nu aveau să se opună prea energic la anexarea celor două principate, în special având în vedere contribuția Rusiei la reprimarea revoluțiilor de la 1848. 
După ce trupele ruse au ocupat Principatele Dunărene, Regatul Unit a trimis o flotă în Dardanele, unde i s-a alăturat ceva mai târziu și vasele franceze, cu scopul declarat al asigurării securității Imperiului Otoman. În ciuda unor asemenea mișcări belicoase, puterile europene au sperat să poată rezolva conflictul prin metode diplomatice. Reprezentanții unor puteri europene „neutre” – Regatul Unit, Austria, Franța și Prusia – s-au întâlnit la Viena, unde au redactat un document de compromis, care părea acceptabil pentru ruși și otomani. Dacă împăratul Rusiei a fost de acord cu termenii noii înțelegeri, sultanul Abdul Mejid a considerat că redactarea lasă loc pentru prea multe interpretări. Dacă britanicii, francezii și austriecii au fost de acord să introducă amendamentele sugerate de sultan, aceste modificări au fost respinse de curtea de la Sankt Petersburg.
Regatul Unit și Franța au renunțat la ideea continuării negocierilor, în timp ce Austria și Prusia au considerat că respingerea amendamentelor propuse justificau abandonarea procesului diplomatic. Sultanul s-a simțit suficient de sigur pe el pentru a declanșa războiul, iar armatele sale le-au atacat pe cele rusești în apropiere de Dunăre. Țarul a răspuns organizând un atac al flotei militare, care a distrus întreaga flotă otomană în Bătălia de la Sinop de pe 30 noiembrie 1853. După această victorie, rușii aveau mână liberă să debarce pe plajele controlate de otomani și să-și aprovizioneze nestingheriți trupele. Distrugerea flotei otomane și amenințarea expansiunii Rusiei au alarmat atât Regatul Unit cât și Franța, care au decis să ia parte activ la apărarea Imperiului Otoman. În 1854, după ce țarul a ignorat un ultimatum franco-britanic, Regatul Unit și Franța au declarat război Imperiului Rus.
În aceste condiții, împăratul Nicolae I a presupus că Austria, recunoscătoare pentru intervenția Rusiei pentru înăbușirea revoluției din 1848, avea să i se alăture, sau cel puțin urma să rămână neutră în conflict. Realitatea era că Austria se simțea amenințată de prezența trupelor țarului din Principatele Dunărene. Când Franța și Regatul Unit au cerut țarului să-și retragă trupele din Muntenia și Moldova, Austria s-a alăturat celor două puteri și, deși nu a declarat imediat război Rusiei, a refuzat să se garanteze neutralitatea în conflictul care avea să izbucnească. Când Austria a mai făcut o cerere în vara anului 1854 pentru retragerea trupelor ruse de la Dunăre, țarul, care dorea să împiedice intrarea Vienei în război, s-a conformat.
Deși principalul motiv de război încetase să mai existe atunci când Rusia și-a retras trupele din Principatele Dunărene, Regatul Unit și Franța nu au dorit să înceteze ostilitățile. Ele au încercat să rezolve Chestiunea Orientală și să pună capăt amenințării Rusiei la adresa Imperiului Otoman. Aliații au propus ca, în schimbul încetării ostilităților, Rusia să renunțe la protectoratul asupra Principatelor Dunărene, la pretențiile de amestec în afacerile interne ale otomanilor în sprijinul creștinilor ortodocși, să fie de acord cu revizuirea Convenției Strâmtorilor din 1841 și să acorde drept de liber trafic pe Dunăre tuturor națiunilor europene. Țarul a refuzat să se supună celor „Patru Puncte” și Războiul Crimeii a continuat.
Negocierile de pace au început în 1856, la cârma Imperiului Rus fiind succesorul lui Nicolae I, Alexandru al II-lea. Prin Tratatul de Pace de la Paris din 1856, planul celor „Patru Puteri” propus ceva mai înainte a fost acceptat de toate părțile. În ceea ce privește privilegiile Rusiei în Principatele Dunărene, acestea au fost transferate Marilor Puteri, ca grup. De asemenea, prezența vaselor militare ale tuturor națiunilor în Marea Neagră a fost exclusă pentru totdeauna, în condițiile în care flota Imperiului Rus din regiune fusese distrusă.   În plus, țarul și sultanul au fost de acord să nu mai construiască niciun fel de arsenal naval sau militar în zona litorală a Mării Negre. Clauzele care priveau Marea Neagră erau profund în dezavantajul Rusiei, deoarece anulau orice amenințare navală la adresa Imperiului Otoman, ale cărei  independențe și integritate teritorială erau garantate de Marile Puteri.
Acest tratat de pace și-a încetat valabilitatea în 1871, când Franța a fost zdrobită în timpul războiului franco-prusac. În timp ce Prusia și alte câteva state germane s-au  unit formând mult mai puternicul Imperiu German, împăratul francez Napoleon al III-lea a fost detronat, ceea ce a permis formarea Republicii Franceze. În timpul domniei sale, (începută în 1852), Napoleon al III-lea s-a arătat dispus să sprijine Regatul Unit și să se opună Rusiei în cazul Chestiunii Orientale. Amestecul rușilor în afacerile Imperiului Otoman nu amenințase însă în niciun moment interesele Franței în regiune. De aceea, Franța a abandonat poziția napoleoniană față de Rusia după stabilirea republicii. Bucurându-se de sprijinul lui Otto von Bismarck și încurajată de modificarea de politică a Franței, Rusia a denunțat clauzele care priveau Marea Neagră în tratatul din 1856. Imperiul Rus și-a reînființat o flotă în Marea Neagră, dat fiind faptul că Regatul Unit, fără sprijinul altor puteri europene, nu putea să impună respectarea tratatului.

## Marea Criză Răsăriteană
În 1875 locuitorii din Herțegovina s-au răsculat împotriva suvernului otoman, în ceea ce este cunoscut ca Răscoala din Herțegovina, care a condus mai apoi la insurecții în Bosnia și Bulgaria. Marile Puteri au considerat că intervenția lor nu este necesară, deoarece nu ar fi făcut decât să declanșeze un război sângeros în Balcani. Germania și Austria erau membre ale Ligii celor Trei Împărați (alături de Rusia). Atitudinea acestora față de Chestiunea Orientală a fost sintetizată în „Nota Andrassy”  (numită astfel după diplomatul austro-ungar Gyula Andrássy). Acest document chema la evitarea unui conflict generalizat în sud-estul Europei și îl sugera sultanului să instituie o serie de reforme, printre care și garantarea libertății religioase a creștinilor. Pentru punerea în practică a reformelor ar fi trebuit să fie instituită o comisie mixtă musulmano-creștină. Nota, care se bucura de susținerea britanicilor și francezilor, a fost transmisă sultanului, care și-a dat acordul pe 31 ianuarie 1876 pentru punerea ei în practică. Liderii din Herțegovina au respins însă propunerile, amintind că sultanul mai făcuse propuneri pentru instituirea de reforme, dar nu reușise să le pună în practică.
Reprezentanții celor trai împărați ai Ligii s-au întâlnit la Berlin, unde au aprobat așa-numitul Memorandum de la Berlin. Pentru a-i convinge pe conducătorii din Herțegovina că sultanul avea să-și respecte promisiunile de această dată, Memorandumul propunea formarea unei comisii internaționale care să supravegheze aplicarea reformelor în provinciile răsculate. Mai înainte ca Memorandumul să fie aprobat de Înalta Poartă, Imperiul Otoman a fost zguduit de luptele interne, care au dus la detronarea sultanului Abdul-Aziz. Cel care i-a urmat la conducerea imperiului, Murad al V-lea, a fost detronat la rândul lui trei luni mai târziu, din cauza problemelor de sănătate. Pe tronul imperiului s-a urcat Abdul Hamid al II-lea. În toată această perioadă, starea imperiului s-a deteriorat tot mai mult: trezoreria nu mai avea bani și, în afară de Bosnia și Herțegovina, se revoltau și Muntenegru, Bulgaria și Serbia (așa-numita Revoltă din Aprilie 1876). Otomanii au reușit să zdrobească insurgenții în august 1876. Acest fapt nu a convenit Rusiei, care nu renunțase la planurile de ocupare a unor teritorii otomane din sud-estul Europei.
Chiar în timpul luptelor pentru înăbușirea rebeliunilor, zvonurile despre atrocitățile înfăptuite de otomani împotriva populației civile au șocat opinia publică europeană. Astfel de vești erau un motiv suficient pentru Imperiul Rus ca să se implice în conflict de partea rebelilor. O nouă tentativă de pace a fost făcută de delegații Marilor Puteri (în rândurile cărora fusese admisă și Italia), care s-au întâlnit în cadrul Conferinței de la Constantinopol din 1876. Sultanul a refuzat însă să-și compromită independența prin acceptarea supravegherii internaționale a aplicării reformelor în Bosnia și Herțegovina. În 1877 Marile Puteri au mai făcut o încercare să negocieze cu Imperiul Otoman, dar propunerile lor au fost respinse din nou. 

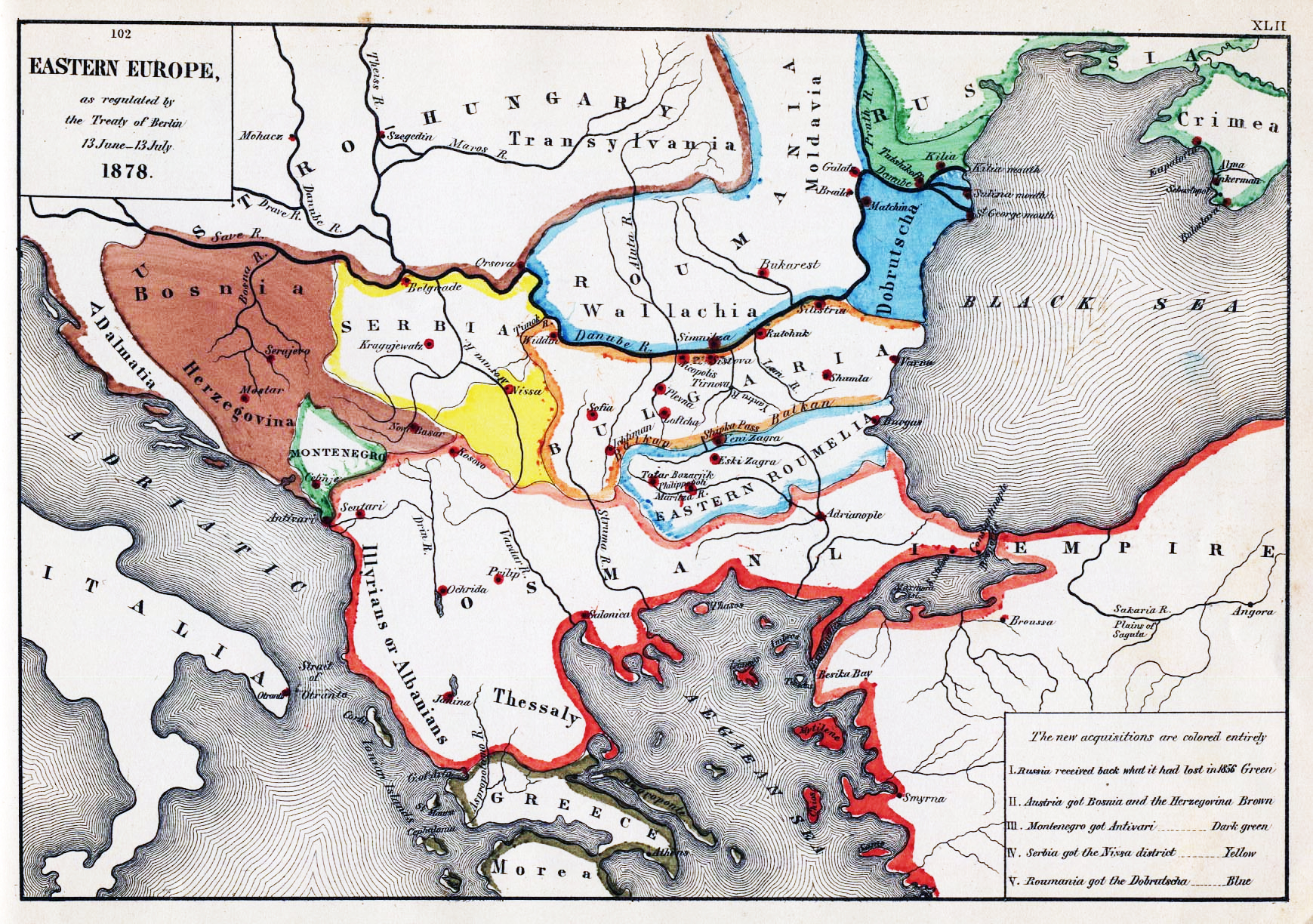
Europa de sud-est după Congresul de la Berlin din 1878

Rusia a declarat război Imperiului Otoman pe 24 aprilie 1877. Diplomatul Alexadr Gorciakov a reușit să obțină neutralitatea Austriei în conflict prin semnarea unei înțelegeri prin care rușii primeau în caz de victorie în război mână liberă în Basarabia și Caucaz, austriecii își asigurau în schimb dreptul să ocupe Bosnia și Herțegovina, iar cele două puteri promiteau creștinilor din Balcani o mai mare libertate și independență limitată. Deși Regatul Unit continua să se teamă de creșterea influenței rușilor în Asia de sud, nu s-a implicat în conflict. Totuși, atunci când Rusia a amenințat siguranța Constantinopolului, premierul britanic Benjamin Disraeli a cerut Austriei și Germaniei să se alăture britanicilor într-o alianță împotriva rușilor. Aceste manevre diplomatice i-a obligat pe ruși să semneze păcii de la San Stefano. Acest tratat de pace impunea condiții grele Imperiului Otoman: recunoașterea independenței României, Serbiei și Muntenegrului și a autonomiei Bulgariei,  instituirea de reforme în Bosnia și Herțegovina și cedarea în favoarea rușilor a Dobrogei și a unei părți a Armeniei. Influența Rusie creștea considerabil în sud-estul Europei prin semnarea acestui tratat de pace. Pentru a limita influența țaristă în regiune, Marile Puteri (în special Regatul Unit) au insistat ca acest tratat să fie revizuit. Congresul de la Berlin a redus în mod semnificativ avantajele obținute de Rusia  la sfârșitul războiului.
Tratatul de la Berlin a modificat granițele noilor state independente în favoarea Imperiului Otoman. În plus, Bulgaria a fost împărțită în două state separate, deoarece un stat unit bulgar ar fi asigurat o dominație evidentă a Rusiei în regiune. Prin acest tratat, Bosnia și Herțegovina, deși rămâneau oficial în cadrul Imperiului Otoman, treceau de facto sub controlul Austriei. Insula Cipru a  fost cedată de otomani Regatului Unit prin semnarea unei înțelegeri secrete. Manevrele făcute de premierul Disraeli i-au adus acestuia admirația lui Otto von Bismarck, care avea să spună despre el: „Bătrânul evreu, ce bărbat”.

## Germania și Imperiul Otoman
În ultimele decenii ale secolului al XIX-lea, pozițiile unora dintre marile puteri europene, cât și relațiile lor cu Imperiul Otoman au început să se schimbe. Liga celor Trei Împărați s-a destrămat, Germania refuzând să mai înnoiască tratatul, iar Rusia fiind nemulțumită de poziția primei în cazul revizuirii Tratatului de la San Stefano. Germania și Austro-Ungaria s-au apropiat din punct de vedere politico-militar până la a semna „Dubla Alianță” din 1879. În același timp, Germania s-a arătat tot mai prietenoasă cu Imperiul Otoman, care a devenit la rândul lui un aliat al Reichului. În cadrul acestei alianțe, Germania s-a ocupat de reorganizarea sistemului militar și financiar otoman. În schimb, germanii au primit o serie de concesiuni comerciale, inclusiv permisiunea de construire a căii ferate „Bagdad”, care le asigura accesul la o serie de piețe de materii prime și desfacere importante. Germania a urmărit nu doar satisfacerea unor interese economice, dar și rezolvarea unor rivalități imperialiste și militariste cu Regatul Unit. Regatul Unit semnase între timp Entente Cordiale cu Franța în 1904, reușind să-și rezolve toate diferendurile cu vechiul său rival continental. În 1907, Regatul Unit a reușit să obțină reconcilierea cu Imperiul Rus, semnând Antanta anglo-rusă în 1907.

## Criza bosniacă
În 1908, Comitetul Unității și Progresului (cunoscuți și ca Junii Turci) a condus o revoltă împotriva domniei absolutiste a sultanului Abdul Hamid al II-lea. Partidul reformator al Junilor Turci l-au detronat pe sultan în 1909, înlocuindu-l cu Mehmed al V-lea. În anii care au urmat au fost făcute o serie de reforme constituționale și politice, care nu au reușit să stopeze procesul de decădere a Imperiului Otoman.
În regiunea Balcanilor se confruntau interesele Austro-Ungariei și Serbiei, care conta pe ajutorul Imperiului Rus. Rusia nu mai era capabilă însă să acorde un ajutor amplu aliaților sârbi, după înfrângerea din Războiul ruso-japonez și în condițiile în care Imperiul German amenința că, în cazul unui război, ar fi ajutat Austro-Ungaria. Regatul Unit și Franța, care nu erau direct interesate de o posibilă anexarea a Bosniei, s-au păstrat departe de conflict. Din acest motiv, Serbia a fost obligată să renunțe la opoziția sa la anexarea de către austrieci a acestor teritorii.